# 홍원빈
홍원빈(본명:박태산, 1970년 10월 4일 ~ )은 대한민국의 트로트가수다.
1995년 ~ 2001년까지는 모델로 활동하다가 2002년~2010년까지,  2011년에 인생을 거꾸로 살자라는 곡으로 방송에 데뷔하였다.

## 가수활동
- 2007년 Fall in Love

- 2011년 인생을 거꾸로 살자

- 2012년 남자의 인생

- 2013년 남자의 인생, 예쁜여보
- 2015년  품, 마지막카드
- 2016년  노을빛사랑
- 2017년  나의고래
- 2018년 인생을거꾸로살자
- 2018년 7월 "배웅"

- 2008년 모델

- 2009년 모델

- 2010년 모델

## 경력
- 제2회 희망인천 소아암 어린이돕기 홍보대사

- 제9회 동남아식문화교류체험전 홍보대사

## 수상
- 2012년 제11회 대한민국 전통가요대상 남자최고인기가수상